# Костадин Дяков
Костадин Дяков (роден на 22 август 1985 г. в Пловдив) е български футболист, полузащитник, който играе за Марица (Пловдив).

## Кариера
Започва да тренира футбол в школата на Ботев (Пловдив), след това продължава в школата на Марица (Пловдив), а на 17 години е привлечен в школата на Левски (София). През 2005 г. е преотстъпен на Вихрен (Сандански), с когото дебютира в професионалния футбол като записва 6 мача, но не успява да се разпише. Малко след това е преотстъпен за 2 сезона на Родопа (Смолян) като в А ПФГ се отчита с 36 мача и 1 гол. Договорът му изтича през лятото на 2007 г., а Левски (София) не му го подновява. Присъединява се към новака в А ПФГ Черноморец (Бургас) по-късно същото лято. С акулите играе във вече бившия турнир Интертото Къп през лятото на 2008 г. Напуска Черноморец на 1 юни 2012 г. На 19 юни подписва за 1 + 1 година с Ботев (Пловдив). Следват престои в бургаския Мастер, Славия, Пирин, Монтана. През 2017 се завръща в родния си клуб Марица, с който преминава от Трета във Втора лига, но след един сезон тимът отново изпада в Трета лига. През есента на 2019 се състезава за Оборище, а през пролетта на 2020 отново се завръща в родния си клуб – Марица.

## Статистика по сезони[3]
| Сезон    | Отбор           | Първенство       | Мачове | Голове |
| -------- | --------------- | ---------------- | ------ | ------ |
| 2007/08  | Черноморец (Бс) | А група          | 22     | 2      |
| 2008/09  | Черноморец (Бс) | А група          | 13     | 1      |
| 2009/10  | Черноморец (Бс) | А група          | 18     | 3      |
| 2010/11  | Черноморец (Бс) | А група          | 6      | 0      |
| 2011/12  | Черноморец (Бс) | А група          | 17     | 2      |
| 2012/13  | Ботев (Пд)      | А група          | 18     | 0      |
| 2013/ес. | Ботев (Пд)      | А група          | 11     | 0      |
| 2014/пр. | Мастер (Бс)     | В група          | 17     | 2      |
| 2014/15  | Славия (Сф)     | А група          | 21     | 0      |
| 2016     | Пирин           | А група          | 13     | 0      |
| 2016/17  | Монтана         | А група          |        |        |
| 2017/18  | Марица          | Трета/Втора лига | 54     | 1      |
| 2019 ес. | Оборище         | Трета лига       | 20     | 0      |
| 2020     | Марица          | Трета лига       |        |        |